# Robert Reichel
Robert Reichel, född 25 juni 1971 i Litvínov, är en tjeckisk före detta professionell ishockeyspelare som spelade elva säsonger i NHL för Calgary Flames, New York Islanders, Phoenix Coyotes och Toronto Maple Leafs. På 830 grundseriematcher i NHL gjorde Reichel 252 mål och 378 assist för totalt 630 poäng.
1998 var Robert Reichel med och vann OS-guld med det tjeckiska landslaget. Reichel gjorde tre mål på sex matcher i turneringen men är mest ihågkommen för att han gjorde det enda och avgörande målet i straffläggningen i semifinalen mot Kanada.
Han är far till Kristian Reichel, som själv spelar i NHL.

## Statistik

### Klubbkarriär
| 1988–89    | HC Litvínov         | Extraliga  | 44  | 23  | 25  | 48  | 32  | —  | — | —  | —  | —  |
| 1989–90    | HC Litvínov         | Extraliga  | 52  | 43  | 28  | 71  | 0   | —  | — | —  | —  | —  |
| 1990–91    | Calgary Flames      | NHL        | 66  | 19  | 22  | 41  | 22  | 6  | 1 | 1  | 2  | 0  |
| 1991–92    | Calgary Flames      | NHL        | 77  | 20  | 34  | 54  | 32  | —  | — | —  | —  | —  |
| 1992–93    | Calgary Flames      | NHL        | 80  | 40  | 48  | 88  | 54  | 6  | 2 | 4  | 6  | 2  |
| 1993–94    | Calgary Flames      | NHL        | 84  | 40  | 53  | 93  | 58  | 7  | 0 | 5  | 5  | 0  |
| 1994–95    | Frankfurt Lions     | DEL        | 21  | 19  | 24  | 43  | 41  | —  | — | —  | —  | —  |
| 1994–95    | Calgary Flames      | NHL        | 48  | 18  | 17  | 35  | 28  | 7  | 2 | 4  | 6  | 4  |
| 1995–96    | Frankfurt Lions     | DEL        | 46  | 47  | 54  | 101 | 84  | —  | — | —  | —  | —  |
| 1996–97    | Calgary Flames      | NHL        | 70  | 16  | 27  | 43  | 22  | —  | — | —  | —  | —  |
| 1996–97    | New York Islanders  | NHL        | 12  | 5   | 14  | 19  | 4   | —  | — | —  | —  | —  |
| 1997–98    | New York Islanders  | NHL        | 82  | 25  | 40  | 65  | 32  | —  | — | —  | —  | —  |
| 1998–99    | New York Islanders  | NHL        | 70  | 19  | 37  | 56  | 50  | —  | — | —  | —  | —  |
| 1998–99    | Phoenix Coyotes     | NHL        | 13  | 7   | 6   | 13  | 4   | 7  | 1 | 3  | 4  | 2  |
| 1999–00    | HC Litvínov         | Extraliga  | 45  | 25  | 32  | 57  | 24  | 7  | 3 | 4  | 7  | 2  |
| 2000–01    | HC Litvínov         | Extraliga  | 49  | 23  | 33  | 56  | 72  | 5  | 1 | 2  | 3  | 2  |
| 2001–02    | Toronto Maple Leafs | NHL        | 78  | 20  | 31  | 51  | 26  | 18 | 0 | 3  | 3  | 4  |
| 2002–03    | Toronto Maple Leafs | NHL        | 81  | 12  | 30  | 42  | 26  | 7  | 2 | 1  | 3  | 0  |
| 2003–04    | Toronto Maple Leafs | NHL        | 69  | 11  | 19  | 30  | 30  | 12 | 0 | 2  | 2  | 8  |
| 2004–05    | HC Litvínov         | Extraliga  | 32  | 9   | 19  | 28  | 32  | —  | — | —  | —  | —  |
| 2005–06    | HC Litvínov         | Extraliga  | 52  | 11  | 26  | 37  | 50  | —  | — | —  | —  | —  |
| 2006–07    | HC Litvínov         | Extraliga  | 52  | 26  | 21  | 47  | 46  | —  | — | —  | —  | —  |
| 2007–08    | HC Litvínov         | Extraliga  | 51  | 23  | 7   | 30  | 62  | 5  | 1 | 0  | 1  | 0  |
| 2008–09    | HC Litvínov         | Extraliga  | 47  | 14  | 31  | 45  | 72  | 1  | 0 | 0  | 0  | 2  |
| 2009–10    | HC Litvínov         | Extraliga  | 52  | 13  | 28  | 41  | 88  | 5  | 3 | 4  | 7  | 0  |
| NHL totalt | NHL totalt          | NHL totalt | 830 | 252 | 378 | 630 | 388 | 70 | 8 | 23 | 31 | 20 |